# Тарнобжегский повет
Тарнобжегский повет (пол. Powiat tarnobrzeski) — повет (район) в Польше, входит как административная единица в Подкарпатское воеводство. Центр повета — город Тарнобжег (в состав повета не входит). Занимает площадь 520,02 км². Население — 53 721 человек (на 30 июня 2015 года).

## Административное деление
- города: Баранув-Сандомерски, Нова-Демба
- городско-сельские гмины: Гмина Баранув-Сандомерски, Гмина Нова-Демба
- сельские гмины: Гмина Гожице, Гмина Грембув

## Демография
Население повета дано на 30 июня 2015 года.
| Перепись            | Всего  | Мужчины | Женщины |
| ------------------- | ------ | ------- | ------- |
| Всего               | 53 721 | 26 478  | 27 243  |
| Городское население | 12 825 | 6176    | 6649    |
| Сельское население  | 40 896 | 20 302  | 20 594  |